# Димитар Страшиміров
Димитр Страшиміров (болг. Димитър Страшимиров; 20 грудня 1868, Варна — 2 березня 1939, Софія) — болгарський історик, письменник, публіцист, журналіст і критик. Педагог і громадський діяч. Доктор наук (з 1893). 

## Життєпис
Син майстра-муляра. Брат Антона Страшимірова (1872 — 1937), болгарського письменника-демократа. 
Закінчив історико-філологічний факультет університету в Берні (Швейцарія). Доктор наук з 1893. 
У 1927 — 1929 — директор Національного театру в Софії. У 1930 — 1935 — заступник директора Національної бібліотеки Болгарії. 
У 1911 — депутат Великих Народних зборів у Болгарії. 

## Наукова та творча діяльність
Основні роботи історика Д. Страшимірова присвячені Болгарському національному відродженню в XIX ст. 
Найвизначніша праця — «История на Априлското възстание» (т. 1-3, Пловдив, 1907), що містить опис визвольної боротьби періоду, що передував Квітневому повстанню 1876, і докладний виклад подій, пов'язаних з підготовкою і проведенням самого повстання. В силу багатства фактичних даних зберігає своє значення і зараз. 
Важливе значення мають підготовлені ним видання документів. Для праць Д. Страшимірова характерні глибокий аналіз фактів, широта висновків, розуміння ролі народних мас в історичному розвитку. 
Д. Страшиміров — автор низки проізаїчних творів, збірок віршів, драм (роман «Серед мороку» (1901), поезія «Південні сонети» (1894), п'єса «Вороги» (1912). 

## Вибрана бібліографія
- Серед мороку (1901) — великий роман з партійної боротьби болгарів;
- История на Априлското въстание. Т. I. Предыстория; Т. II. Приготовления. Пловдив, 1907
- История на Априлското въстание. Т. III. Въстание и пепелища. Пловдив, 1907
- В. Левски. Живот, дела, извори, (т. 1), С., 1929;
- Христо Ботев, като поет и журналист (1897);
- Архив на Възраждането, т. 1-2, С., 1908;
- Раковски и неговато время, 1924;
- Любен Каравелов, 1925 и др.